# Cuatro Libros y Cinco Clásicos
Los Cuatro libros y cinco clásicos (en chino tradicional, 四書五經; pinyin, Sìshū Wǔjīng) son los libros autorizados del confucianismo en China escritos antes del 300 a. C. Los Cuatro Libros y los Cinco Clásicos son los clásicos más importantes del confucianismo chino.

## Cuatro Libros
Los Cuatro Libros (en chino tradicional, 四書; pinyin, Sìshū) son textos chinos clásicos que ilustran los sistemas de valores y creencias fundamentales del confucianismo. Fueron seleccionados por Zhu Xi en la dinastía Song para que sirvieran de introducción general al pensamiento confuciano, y fueron, en las dinastías Ming y Qing, convertidos en el núcleo del currículo oficial para el exámenes de servicio civil. Son:
Gran Aprendizaje
Originalmente un capítulo del Libro de los Ritos. Consta de un breve texto principal atribuido a Confucio y nueve capítulos de comentarios de Zengzi, uno de los discípulos de Confucio.  Su importancia queda ilustrada por el prólogo de Zengzi, según el cual ésta es la puerta del aprendizaje. 
Es significativo porque expresa muchos temas de la filosofía y el pensamiento político chinos, por lo que ha sido extremadamente influyente tanto en el pensamiento chino clásico como en el moderno. El gobierno, el autocultivo y la investigación de las cosas están vinculados.

Doctrina de la medianía
Otro capítulo del Libro de los Ritos, atribuido al nieto de Confucio Zisi. El propósito de este pequeño libro de 33 capítulos es demostrar la utilidad de una vía dorada para conseguir la virtud perfecta. Se centra en el Camino (道) que es prescrito por un mandato celestial no sólo al gobernante sino a todos. Seguir estas instrucciones celestiales mediante el aprendizaje y la enseñanza dará lugar automáticamente a una virtud confuciana. Dado que el Cielo ha establecido cual es el camino para la virtud perfecta, no es tan difícil seguir los pasos de los santos gobernantes de antaño si uno sólo sabe cuál es el camino correcto.
Por razones muy diferentes, que tienen que ver principalmente con la estudio textual moderno, un mayor número de estudiosos del siglo XX, tanto en China como en otros países, sostienen que Confucio no tuvo nada que ver con la edición de los clásicos, y mucho menos con su redacción. Yao Hsin-chung informa que aún otros estudiosos sostienen la opinión "pragmática" de que la historia de los clásicos es larga y que Confucio y sus seguidores, aunque no tenían la intención de crear un sistema de clásicos, "contribuyeron a su formación. " En cualquier caso, es indiscutible que durante la mayor parte de los últimos 2000 años, se cree que Confucio escribió o editó estos clásicos.
Los acontecimientos más importantes en la carrera textual de estos clásicos fueron la adopción del confucianismo como ortodoxia estatal en la dinastía Han, que llevó a su preservación, y el "renacimiento" del confucianismo en la dinastía Song, que llevó a que se convirtieran en la base de la ortodoxia confuciana en los sistema de exámenes imperiales en las siguientes dinastías. El sabio neoconfuciano Zhu Xi (1130-1200) fijó los textos de los Cuatro Libros y escribió comentarios cuyas nuevas interpretaciones fueron aceptadas como las del propio Confucio.
Analectas
Recopilación de discursos de Confucio y sus discípulos, así como de los debates que mantuvieron. Desde la época de Confucio, las Analectas han influido mucho en la filosofía y los valores morales de China y, posteriormente, de otros países de Asia Oriental. Los exámenes imperiales, iniciados en la dinastía Sui y finalmente abolidos con la fundación de la República de China, hacían hincapié en los estudios confucianos y esperaban que los candidatos citaran y aplicaran las palabras de Confucio en sus ensayos.

Libro de Mencio
Una colección de conversaciones del erudito Mencio con reyes de su tiempo. A diferencia de los dichos de Confucio, que son breves y autónomos, el Mencio consiste en largos diálogos con extensa prosa.

## Cinco Clásicos
Los Cinco Clásicos (en chino tradicional, 五經; pinyin, Wǔjīng) son cinco libros chinos anteriores a la dinastía Qin que forman parte del canon tradicional confuciano. Varios de los textos ya eran prominentes en el período de los Estados Guerreros. Mencio, el principal erudito confuciano de la época, consideraba que los Anales de Primavera y Otoño eran tan importantes como las crónicas semilegendarias de períodos anteriores. Durante la dinastía Han Occidental, que adoptó el confucianismo como ideología oficial, estos textos pasaron a formar parte del plan de estudios patrocinado por el Estado. Fue durante este periodo cuando los textos empezaron a ser considerados juntos como una colección de conjunto, y a ser llamados colectivamente los "Cinco Clásicos".
Los cinco clásicos son:
Clásico de la Poesía
Una colección de 305 poemas divididos en 160 canciones populares, 105 canciones festivas que se cantan en las ceremonias de la corte y 40 himnos y panegíricos que se cantan en los sacrificios a los héroes y espíritus ancestrales de la casa real.
 Libro de documentos
Colección de documentos y discursos supuestamente escritos por gobernantes y funcionarios del período Zhou temprano y anterior. Es posiblemente la narración china más antigua, y puede datar del siglo VI a. C.  Incluye ejemplos de la primera prosa china.
Libro de los Ritos
Describe antiguos ritos, formas sociales y ceremonias de la corte. La versión que se estudia en la actualidad es una versión reelaborada por los eruditos del siglo III a. C. y no el texto original, que se dice que fue editado por el propio Confucio. 
I Ching (Libro de los cambios)
El libro contiene un sistema de adivinación comparable a la geomancia occidental o al sistema de Ifá de África occidental. En las culturas del occidental y en el Asia oriental moderna, todavía se utiliza ampliamente con este fin.
Anales de Primavera y Otoño
Un registro histórico del Estado de Lu, el estado nativo de Confucio, 722-481 a. C.
El Clásico de la Música se considera a veces el sexto clásico, pero se perdió en la Quema de los libros.
Hasta los Han occidentales, los autores solían enumerar los clásicos en el orden Poemas-Documentos-Rituales-Cambios-Primavera y Otoño. Sin embargo, a partir de los Han orientales el orden por defecto pasó a ser Cambios-Documentos-Poemas-Rituales-Primavera y Otoño.
Los autores y editores de épocas posteriores también se han apropiado de los términos "Libro" y "Clásico" y los han aplicado irónicamente a compendios centrados en temas claramente poco interesantes. Algunos ejemplos son el Clásico de la prostitución (Piaojing 嫖經) y Un nuevo libro para frustrar las estafas (Dupian Xinshu 杜騙新書, ca. 1617), de Zhang Yingyu, que se conoce coloquialmente como El libro de las estafas o El clásico de las estafas.

## Autoría de los clásicos
Tradicionalmente, se pensaba que el propio Confucio había compilado o editado los textos de los Cinco Clásicos. El erudito Yao Hsin-chung admite que hay buenas razones para creer que los clásicos confucianos tomaron forma en manos de Confucio, pero que "no se puede dar nada por sentado en el asunto de las primeras versiones de los clásicos". Desde la época de la dinastía Han occidental, continúa Yao, la mayoría de los eruditos confucianos creían que Confucio volvió a recopilar y editar las obras anteriores, "fijando" así las versiones de los escritos antiguos que se convirtieron en los Clásicos. En el siglo XX, muchos eruditos chinos seguían manteniendo esta tradición. El erudito del Nuevo Confucianismo, Zhu Xi (1885-1968), por ejemplo, sostenía que los Seis Clásicos eran las versiones finales "arregladas"  por Confucio en su vejez. Otros estudiosos tenían y tienen opiniones diferentes. La Escuela de los Textos Antiguos, por ejemplo, se basaban en las versiones encontradas en la dinastía Han que supuestamente sobrevivieron a la Quema de libros y sepultura de intelectuales de la dinastía Qin, pero muchos de ellos sostenían que estas obras no habían sido editadas por Confucio sino que sobrevivían directamente de la dinastía Zhou.

### Traducciones al francés
No se han modificado los títulos porque el original está en francés.
Los cinco libros canónicos (wujing), o Gran Rey:  :
- 1. — Le Classique des mutations (Yi tsing, Wade I ching, EFEO Yi king, pinyin Yi jing ; Canon des mutations), trad. Paul-Louis Philastre (1885-1893) : Le Yi king, Zulma, 1992, 882 p. Disponible en version htm  Archivado el 4 de agosto de 2003 en Wayback Machine. ou pdf, doc et rtf (1271 pp.) ; trad. Cyrille Javary et Pierre Faure : Yi jing. Le livre des changements, Albin Michel, 2002, 1065 p.
- 2. — Le Classique des documents (Chou tsing, EFEO Chou king, pinyin Shu jing ou Shang shu ; Canon des documents), trad. Séraphin Couvreur : Chou King [Shang shu]. Les Annales de la Chine, 1897, rééd. 1950, 464 p. Texte en ligne. Contient le :
  - La Grande Règle (Wade Hung-fan, EFEO Houng Fan, pinyin Hong fan), trad. Pierre Grison : Le Hong-Fan, 1981, 22 p.
- 3. — Le Classique des vers (Che tsing, Wade Shih-ching, EFEO Che king, pinyin Shi jing ; Canon des poèmes, Livre des Vers), trad. Séraphin Couvreur : Cheu King, 1896, 556 p. leer en línea. Trad. Dominique Hoizey : Le livre des poèmes, La Différence, 1994. Extraits : Marcel Granet, Fêtes et chansons anciennes de ma Chine (1919), Leroux, 1929.
- 4. — Les Annales du royaume de Lu, ou Printemps et Automnes (Wade : Ch'un ch'iu, EFEO Tch'ouen ts'ieou, pinyin : Lushu Chun qiu c.à.d. province de Lou printemps automnes), trad. Séraphin Couvreur (1914) : Tch'ouen Ts'iou et Tso Tchouan [Chunqiu et Zhuozhuan]. La chronique de la principauté de Lòu (721-480), Les Belles Lettres, 1951, rééd. You Feng, 2015
  - t. I (années 721-590 av. J.-C.), 671 p. 
  - t. II (années 589-541 av. J.-C.), 585 p.  
  - t. III (années 540-468 av. J.-C.), 828 p. .
- 5. — Le Classique des rites (Li chi, Wade : Li-ki, EFEO Li ki, pinyin Li ji ; Rites et cérémonies), trad. Séraphin Couvreur (1899) : Mémoires sur les bienséances et les cérémonies, Paris, You Feng, 2015, 848 p. Un des trois rituels classiques (avec le Yi li et le Zhou li).
  - t. I, 788 p. 
  - t. II, 850 p.

a continuación los libros canónicos del segundo orden o rey menor, de modo que se obtienen "trece clásicos" (shisan jung):
- 6. Livre des rites (Li tsi, Wade I li, EFEO Yi li, pinyin Yi li ; Mémoires sur les rites), trad. Séraphin Couvreur (1916) : Cérémonial, Paris, Cathasia, 1951, II-669 p. . Un des trois rituels classiques (avec le Li ji et le Zhou li). Contient :
  - La Grande Étude (Ta-hiue, EFEO Ta hio, pinyin Da xue), chap. 42 du Li ji. Trad. Séraphin Couvreur (1895) dans Les quatre livres, Entretiens de Confucius et de ses disciples, Cathasia, 1949  ; G. Pauthier (1932) : Le Tá hio, ou La grande étude, Hachette Livre BNF, 2013, 26 p.  ; trad. Martine Hasse, La Grande Étude, Cerf, 1984. Un des "Quatre livres" (Si shu) du corpus canonique du néo-confucianisme, établi par Zhu Xi.
  - L'invariable milieu (EFEO Tchong yong, pinyin Zhong yong), trad. Séraphin Couvreur (1895) dans Les quatre livres, Entretiens de Confucius et de ses disciples, Cathasia, 1949  ; trad. François Julien : Zhong Yong, ou La régulation à usage ordinaire, Imprimerie Nationale, 1993, 193 p. Un des "Quatre livres" (Si shu) du corpus canonique du néo-confucianisme, établi par Zhu Xi.
- 6. Rituel des Zhou (Tcholi, EFEO Tcheou li, pinyin Zhou li ; Rites des Tcheou ; Officiers de Zhou : Zhouguan), trad. Edouard Biot : Le Tcheou-li, ou Rites des Tcheou, Imprimerie Nationale, 1851, t. I, 500 p. , t. II, 620 p. . Un des trois rituels classiques (avec le Yi li et le Li ji).
- 7. Commentaire de Zuo (Wade Tso Chuan, EFEO Tso tchouan, pinyin Zuo Zhuan, Zuoshi Chunjiu). Commentaire des Annales. Printemps et automnes (pinyin Chun qiu). Annales descendant de 722 jusqu'en 464 av. J.-C. Trad. Séraphin Couvreur (1951) dans Tch'ouen ts'iou et Tso tchouan, La chronique de la principauté de Lòu, Éditions You Feng, 2015. Un des trois commentaires du Printemps et Automnes (avec le Gongyang et le Guliang)
- 8. Commentaire de Gongyang (pinyin Gongyang Zhuan). Un des trois commentaires du Printemps et Automnes (avec le Zuo et le Guliang)
- 9. Commentaire de Guliang (pinyin Guliang Zhuan). Un des trois commentaires du Printemps et Automnes (avec le Zuo et le Gongyang).
- 10. Entretiens de Confucius (EFEO Louen yu, pinyin Lunyu ; Analectes), trad. Séraphin Couvreur (1895) dans Les quatre livres, Entretiens de Confucius et de ses disciples, Cathasia, 1949, p. 69-296  ; trad. Anne Cheng : Entretiens de Confucius, Seuil, 1981, 153 p. Un des "Quatre livres" (Si shu) du corpus canonique du néo-confucianisme, établi par Zhu Xi.
- 11. Classique de la piété filiale (Siao-tsing, EFEO Hiao king, pinyin Xiaojing), ; trad. Pierre-Martial Cibot : Hiai king. Le livre de la piété filial, 1779  ; trad. Roger Pinto (1998) : Le livre de la piété filiale, Seuil, coll. "Points", 2009.
- 12. Er-ya (Wade Erh-ya, EFEO Eul ya, pinyin Er ya ; Se conformer à l'élégance). Dictionnaire.
- 13. Mencius (Meng Tzeu, Wade Meng Ke, EFEO Mong tseu, pinyin Mengzi) ; trad. Séraphin Couvreur (1895) dans Les quatre livres, Entretiens de Confucius et de ses disciples, Cathasia, 1949, 357 p.  . Un des "Quatre livres" (Si shu) du corpus canonique du néo-confucianisme, établi par Zhu Xi.

### Estudios
- Anne Cheng, « La trame et la chaîne : aux origines de la constitution d'un corpus canonique au sein de la tradition confucéenne », Extrême-Orient, Extrême-Occident, vol. 5, no 5, 1984
- Anne Cheng, « Tradition canonique et esprit réformiste à la fin du xixe siècle en Chine : la résurgence de la controverse jinwen/guwen sous les Qing », Études chinoises, no  14-2, 1995.
- Anne Cheng, Histoire de la pensée chinoise, Paris, Le Seuil, coll. « Points Essais », 1997, 696 p. (ISBN 2-02-054009-6)
- Jacques Gernet, Le Monde chinois. 1. De l'âge de bronze au Moyen Âge, Armand Colin, « Pocket », 1972, rééd. 2005.
- François Jullien, « Ni écriture sainte ni œuvre classique : du statut du texte confucéen comme texte fondateur vis-à-vis de la civilisation chinoise », Extrême-Orient, Extrême-Occident, 1984, vol. 5, no  5.
- Jacques Pimpaneau, Chine. Histoire de la littérature, Philippe Picquier, 1989, rééd. 2004.